# Eucalyptus cooperiana
Eucalyptus cooperiana är en myrtenväxtart som beskrevs av Ferdinand von Mueller. Eucalyptus cooperiana ingår i släktet Eucalyptus och familjen myrtenväxter. Inga underarter finns listade i Catalogue of Life.